# باشگاه فوتبال ماریبور
باشگاه فوتبال ماریبور (به اسلونیایی: Nogometni Klub Maribor) باشگاهی در شهر ماریبور، اسلوونی است.
این باشگاه در سال ۱۹۶۰ میلادی تأسیس شده‌است.

## افتخارات

### یوگسلاوی
لیگ
- لیگ دسته دوم فوتبال یوگسلاوی:

قهرمان (۱): ۶۷–۱۹۶۶
نایب قهرمان (۳): ۱۹۶۳–۶۴، ۱۹۷۲–۷۳، ۱۹۷۸–۷۹
- لیگ دسته سوم فوتبال یوگسلاوی:

قهرمان (۵): ۱۹۶۰–۶۱، ۱۹۷۵–۷۶، ۱۹۸۱–۸۲، ۱۹۸۳–۸۴، ۱۹۸۵–۸۶
نایب قهرمان (۱): ۱۹۸۷–۸۸
- جام حذفی فوتبال جمهوری اسلوونی:

قهرمان (۱۳): ۱۹۶۱، ۱۹۶۶، ۱۹۶۷، ۱۹۷۲–۷۳، ۱۹۷۳–۷۴، ۱۹۷۶–۷۷، ۱۹۷۸–۷۹، ۱۹۸۰–۸۱، ۱۹۸۲–۸۳، ۱۹۸۴–۸۵، ۱۹۸۵–۸۶، ۱۹۸۷–۸۸، ۱۹۸۸–۸۹
نایب قهرمان (۸): ۱۹۶۳، ۱۹۶۸، ۱۹۶۹، ۱۹۷۰، ۱۹۷۱، ۱۹۷۲، ۱۹۸۳–۸۴، ۱۹۸۶–۸۷

### اسلوونی
لیگ
- لیگ دسته اول فوتبال اسلوونی:

قهرمان (۱۱): ۱۹۹۶–۹۷، ۱۹۹۷–۹۸، ۱۹۹۸–۹۹، ۱۹۹۹–۲۰۰۰، ۲۰۰۰–۰۱، ۲۰۰۱–۰۲، ۲۰۰۲–۰۳، ۲۰۰۸–۰۹، ۲۰۱۰–۱۱، ۲۰۱۱–۱۲، ۲۰۱۲–۱۳
نایب قهرمان (۴): ۱۹۹۱–۹۲، ۱۹۹۲–۹۳، ۱۹۹۴–۹۵، ۲۰۰۹–۱۰
جام حذفی
- جام حذفی فوتبال اسلوونی:

قهرمان (۸): ۱۹۹۱–۹۲، ۱۹۹۳–۹۴، ۱۹۹۶–۹۷، ۱۹۹۸–۹۹، ۲۰۰۳–۰۴، ۲۰۰۹–۱۰، ۲۰۱۱–۱۲، ۲۰۱۲–۱۳
نایب قهرمان (۳): ۲۰۰۶–۰۷، ۲۰۰۷–۰۸، ۲۰۱۰–۱۱
- سوپر جام فوتبال اسلوونی:

قهرمان (۳): ۲۰۰۹، ۲۰۱۲، ۲۰۱۳
نایب قهرمان (۲): ۲۰۱۰، ۲۰۱۱
- سه‌گانه (لیگ، جام حذفی و سوپرجام):

قهرمان (۱): ۱۳–۲۰۱۲